# Der Löwe
Der Löwe (Original: Itinéraire d’un enfant gâté) ist ein Filmdrama des Regisseurs Claude Lelouch mit Jean-Paul Belmondo in der Hauptrolle aus dem Jahr 1988. Der Film feierte am 7. Dezember 1989 seine Premiere in der Bundesrepublik Deutschland.

## Handlung
Als Kind wird Sam von seiner Mutter an einem Karussell ausgesetzt. Er wächst als Artist in einem Wanderzirkus – wo er den Nachnamen Lion bekommt, wegen seiner Lust, stundenlang vor Löwenkäfigen zu sitzen – auf, bis er bei einer Nummer schwer stürzt und nur noch als Reinigungskraft eingesetzt wird. Das bringt ihn zu der Idee, eine Reinigungsfirma zu gründen, die er zu einem Imperium ausbaut. Doch als Lion alt wird, mag er nicht mehr und will aus diesem Leben aussteigen. Sein Traum ist, in Afrika mit Löwen – seinen Namensverwandten – den Lebensabend zu verbringen. Er spiegelt seiner Familie vor, eine Weltumsegelung machen zu wollen, und bereitet alles vor, um sie mit dem Konzern gut zu versorgen. Auf See fingiert er seinen Tod und geht, als Belgier und unter neuem Namen, über Hamburg nach Afrika.
Dort, im Reservat, arbeitet Al Duvivier, ein ehemaliger Angestellter seines Konzerns. Dieser erkennt ihn und Lion fürchtet um seine Tarnung. Er steht vor der Entscheidung, Duvivier zu töten oder ihn für seine Zwecke zu gebrauchen. Letzteres erscheint Lion sinnvoller, und er schult Al in Selbstbewusstsein. Al und Lion kehren nach Frankreich zurück, und Al soll als begabter Reinigungsfachmann in die Firma einsteigen. Als Eintrittskarte dient ein Empfehlungsschreiben von Sam Lion, das dieser vor seinem Verschwinden niedergeschrieben haben soll. Lion weilt derweil bei Als Familie und hält telefonisch Kontakt zu Al. Nachdem die beiden von Sams Anwalt mit einer List Als Einstellung erzwungen haben, freundet sich Duvivier immer mehr mit Lions Kindern Sophie und Jean-Pierre an. Al findet heraus, dass Lions Firma „Victoria“ vor dem Konkurs steht und versucht, mit Sams Hilfe im Hintergrund, den Konzern zu retten. Es gelingt ihm, und er erobert sogar das Herz von Victoria, Sams Tochter. Doch als sie ihm einen Heiratsantrag macht, fliegt Sams Schwindel durch eine Unvorsichtigkeit auf. Als Folge sucht Victoria Sam bei dessen Vater auf. Sam kann sie davon überzeugen, dass Al nicht nur eine Marionette ist. Al, der außer sich ist, versucht sich – wie einst zuvor Lion – mit den Löwen in einem Wildpark zu messen. Rechtzeitig erreicht Victoria Al am Autotelefon und sie vertragen sich. Sie heiraten und bekommen ein Kind miteinander. Sam Lion lässt sich nun in Ruhe in Afrika nieder.

## Sonstiges
- In der deutschen Version fehlen zirka fünf Minuten mit den Schauspielern Arthur Brauss und Udo Wachtveitl.

## Kritik
„Lelouch präsentiert sich einmal mehr als mittelmäßiger Kino-Konfektionär mit diesem Reigen zuckersüßer Bilder, überzogen von klebriger Musik – eine besonders unerträgliche Kombination, wenn am Ende auch noch das traute Familienidyll als Ziel aller Sehnsüchte verkauft wird.“

„Eine unglaublich seichte Kinounterhaltung. Kitsch, Klischees und die Filmmusik geben dem langweiligen Film den Rest.“

## Auszeichnungen
César 1989:
- Jean-Paul Belmondo als Bester Darsteller
- Francis Lai für die Beste Filmmusik